# Anna Mitgutschová
Anna Mitgutschová (Anna Mitgutsch; * 2. října 1948 Linec) je rakouská spisovatelka, překladatelka a vysokoškolská pedagožka.

## Život
Po maturitě v Linci vystudovala germanistiku a anglistiku na univerzitě v Salcburku. Disertační práci psala o anglickém básníkovi Tedu Hughesovi. Po studiích vyučovala germanistiku a americkou literaturu na univerzitách jak v Rakousku, tak i ve Spojených státech amerických.
V letech 1987–1992 působila v redakčním týmu hornorakouského literárního časopisu Die Rampe.
Od roku 1986 je členkou Grazer Autorenversammlung.
Žije jako autorka na volné noze v Leondingu poblíž Lince a v americkém Bostonu.

## Publikační činnost

### Přehled děl v originále (výběr)
- Die Züchtigung. Roman. Düsseldorf: Claassen, 1985.
- Das andere Gesicht. Roman. Hildesheim: Claassen, 1986.
- Ausgrenzung. Roman. Frankfurt/M.: Luchterhand, 1989.
- In fremden Städten. Roman. München: Luchterhand, 1992.
- Abschied von Jerusalem. Roman. Berlin: Rowohlt, 1995.
- Erinnern und Erfinden. Grazer Poetikvorlesung. Graz: Droschl, 1999.
- Haus der Kindheit: Roman[4]. München: Luchterhand Literaturverlag, 2000. 320 s.
- Familienfest: Roman. München: Luchterhand Literaturverlag, 2003. 416 s.
- Zwei Leben und ein Tag: Roman. München: Luchterhand Literaturverlag, 2007. 352 s.
- Wenn du wiederkommst: Roman. München: Luchterhand Literaturverlag, 2010. 271 s.
- Die Grenzen der Sprache. Unruhe bewahren. St. Pölten: Residenz, 2013.
- Die Annäherung: Roman. München: Luchterhand Literaturverlag, 2016. 448 s.

### České překlady
Dle databáze NK ČR nejsou k listopadu roku 2016 evidovány žádné české překlady jejích vydaných děl.

### Literární ocenění (výběr)
- 1985 – Cena bratří Grimmů města Hanau (Brüder-Grimm-Preis der Stadt Hanau)
- 1986 – Kulturpreis des Landes Oberösterreich für Literatur
- 1986 – Claassen-Rose
- 1990 – Südtiroler Leserpreis der Stadt Bozen
- 1992 – Cena Antona Wildganse
- 1995 – Förderungspreis des Bundesministeriums für Wissenschaft, Forschung und Kunst
- 1999 – Buchprämie za Erinnern und Erfinden
- 2001 – Würdigungspreis für Literatur der Republik Österreich
- 2001 – Solothurnská literární cena
- 2002 – Kunstwürdigungspreis der Stadt Linz
- 2003 – Roční stipendium Německého literárního fondu (Jahresstipendium des Deutschen Literaturfonds)
- 2007 – Cena Heinricha Gleißnera (Heinrich-Gleißner-Preis)
- 2016 – užší nominace (tzv. finalistka) na Rakouskou knižní cenu za román Die Annäherung [5]